# Izolacijska zasteklitev
Izolacijsko steklo, izolacijska zasteklitev (tudi dvojna, trojna ali četverna zasteklitev) se sestoji iz dveh ali več steklenih plošč ločenih s prostorom, ki je napolnjeno z vakuumom ali plinom z namenom zmanjševanja prenosa toplote skozi del ovojnice stavbe. Okno z izolacijskim steklom je bolj splošno znano kot trojna zasteklitev ali okno s tremi steklenimi ploščami in pa štirikratna zasteklitev ali okno s štirimi steklenimi ploščami, odvisno od števila steklenih plošč uporabljenih v njegovi izdelavi.
Izolacijske steklene enote (angl. Insulating Glass Units, IGU) so tipično izdelane s stekli debelin od 3 do 10 mm. Debelejša stekla se uporabljajo pri specialnih aplikacijah. Laminirano ali kaljeno steklo se lahko uporablja kot del enote. Večina enot je izdelanih z enako debelino stekel na obeh straneh, vendar specialne aplikacije kot so zvočna izolacija ali varnostni razlogi občasno zahtevajo implementacijo stekel različnih debelin.

## Konstrukcija
Izolacijske steklene enote se najpogosteje izdelujejo po naročilih, vendar obstajajo tudi enote s standardnimi dimenzijami. Širina, višina in pa debelina ter tip posameznih stekel, prav tako debelina celotne enote, so podatki, ki jih proizvajalec potrebuje za izdelavo. Na tekočem traku poteka rezanje distančnikov v specifične oblike ter polnjenje s sušilnim sredstvom. Na paralelni liniji poteka rezanje steklenih plošč ter njihovo čiščenje, da plošče postanejo optično čiste.
Primarno tesnilo iz poliizobutilena (PIB) se nanese na distančnik, kjer se ta dotika stekel ali okvirja, nato se stekla pritisne ob distančnik. Če gre za enoto v kateri je plin, se v distančnik izvrtata dve luknji na katere lahko pritrdimo cevi in izsesamo zrak, ki ga lahko zamenjamo s kakšnim drugim izolacijskim plinom. Cevi so nato odstranjene in luknji zaprti, da preprečimo uhajanje plina. Bolj moderne tehnike uporabljajo integriran polnilec plina, kar odpravlja potrebo po vrtanju lukenj v distančnik. Enote so nato dodatno ovite na robovih s pomočjo, polisulfida ali silikonske sekundarne tesnilne mase. Ta preprečuje deformacije poliizobutilenske tesnilne mase, ki nadalje zavira pronicanje vodne pare in izgubo plina. Sušilno sredstvo v distančniku, odstrani preostalo vlago in vlago, ki s časom pronica v enoto in preprečuje nastajanje kondenzata na notranji strani zunanjih steklenih plošč, ko so te izpostavljene hladnemu zraku. Nekateri proizvajalci so razvili specifične procese, ki združujejo distančnik in sušilno sredstvo v en izdelek.

### Zgodovina
Izolacijsko stekleno enoto, narejena iz dveh steklenih plošč s tesnili na robovih je v ZDA patentiral Thomas Stetson leta 1865. Leta 1930 je bila razvita v komercialni izdelek. Po več prijavljenih patentih je izdelek najavilo podjetje Libbey-Owens-Ford Glass Company leta 1944. Prodajal se je pod blagovno znamko Thermopane, ki je bila registrirana leta 1941. Tehnologija, ki jo je uporabljal Thermopane se precej razlikuje od sodobnih izolacijskih steklenih enot. Dve stekli plošči sta bili zvarjeni skupaj s pomočjo steklenega spoja in razdalja med stekli je bila manj kot 1,6 cm kar je tipično za moderne steklene enote. Beseda Thermopane se je začela uporabljati kot posplošitev za vse izolacijske steklene enote. 

### Distančnik
Steklene plošče ločujejo distančniki. Distančnik, ki je lahko tipa topli rob (angl. Warm Edge), je del ki ločuje dve stekleni plošči v sistemu izolacijskega stekla in zatesni komore med njima. Prvi distančniki so bili narejeni primarno iz jekla ali aluminija, za katere so proizvajalci menili, da nudijo večjo trajnost, danes pa je razširjenost kovinskih distančnikov precej omejena.
Kovinski distančniki prevajajo toploto, kar negativno vpliva na sposobnost zmanjšanja toplotnega toka izolacijske steklene enote. Dodatno je lahko rezultat tega, pojav vodnega kondenzata ali nastanek ledu na dnu zaprte enote zaradi razlike v temperaturi okna in okoliškega zraka. Da zmanjšamo toplotni tok skozi distančnik in izboljšamo toplotno učinkovitost obstaja možnost zamenjave materiala distančnikov za material, ki ima nižjo toplotno prevodnost kot na primer trda pena. Distančnik iz aluminija, ki dodatno vsebuje toplotno prekinitev zmanjšuje kondenzacijo na stekleni površini in izboljša izolacijo, ki jo izmeri Uw vrednost.
- Distančnik, ki zmanjšuje toplotni tok v zasteklitveni konfiguraciji ima lahko tudi sposobnost dušenja zvoka, kjer je zunanji hrup težava

- Tipično distančniki vsebujejo sušilno sredstvo za odstranjevanje vlage ujete v komorah, ki nastane med proizvodnjo in vlage, ki pronica skozi tesnilni sistem s časom. S tem znižujejo rosišče plina v komori in preprečujejo nastanek kondenzata, ko temperatura zunanje steklene plošče pade.

- Za potrebe preprečevanja izgube toplote so se pojavile nove tehnologije na področju distančnikov, kot so izboljšave na področju toplotnega upora, s pomočjo hibridnih polimerno kovinskih materialov (topli rob).

## Toplotna učinkovitost
Maksimalno izolacijsko učinkovitost standardne dvojne zasteklitve določa debelina prostora med stekli. Tipično večina enot dosega maksimalne vrednosti pri 16-18 mm.
Ena starejših in bolj uporabljenih metod za izboljšanje učinkovitosti izolacije je zamenjava zraka s plinom, ki ima manjšo toplotno prevodnost. Prenos toplote plina s toplotno prehodnostjo je funkcija viskoznosti in specifične toplote. Žlahtni plini kot so; argon, kripton in ksenon se pogosto uporabljajo, saj pri normalnih temperaturah ne prenašajo toplote v kvantnih rotacijskih prostostnih stopnjah, česar rezultat je nizka specifična toplota v primerjavi z več atomskimi plini. Argon ima toplotno prevodnost 67% v primerjavi z zrakom, kripton pa približno polovico argona. Argona je približno 1% atmosfere in se ga pridobiva za zmerno ceno. Kripton in ksenon sta prisotna v veliko manjših količinah in sta zato veliko dražja. Vsi izmed naštetih žlahtnih plinov so prozorni, brez vonja, kemično inertni in niso toksični. Zaradi njihove razširjene uporabe v industriji so lahko dostopni.  
Na splošno velja, da bolj kot je učinkovit plin pri svoji optimalni debelini, tanjša je optimalna debelina. Na primer; optimalna debelina kriptona je nižja (10-14 mm) kot ta za argon (14-18 mm) in za argon nižja od zraka (16-24 mm).Ampak, ker je težko določiti ali se je plin znotraj komor zmešal z zrakom v času izdelave ali vgradnje, veliko proizvajalcev raje uporablja debelejše plasti plina kot bi bilo optimalno. Argon se pogosto uporablja v izolacijskih zasteklitvah zaradi njegove nizke cene. Kripton, ki je dražji, se ponavadi ne uporablja v tankih in visoko zmogljivih trojnih in četvernih zastekljenih enotah. Zaradi njegove cene, uporaba ksenona ni razširjena.

### Toplotna prehodnost (Ug vrednosti)
Učinkovitost izolacijskega stekla izrazimo z Ug-vrednostjo izračunano ali merjeno po EN 673 standardu. Manjša, kot je Ug-vrednost, tem manjši je prenos toplote. Izolacijsko steklena enota, ki sestoji iz dveh prozornih neoslojenih (brez nizko-emisijskih nanosov) steklenih plošč in ima komoro napolnjeno z zrakom ima povprečno Ug-vrednost 2,6-2,8 W/m2·K.
Dodatne plasti zasteklitve in nizko-emisijski nanosi na površini stekel dopuščajo možnost izboljšanja izolacije. Standardna, trojna zasteklitev z Ug-vrednostmi 0,5-0,8 W/m2·K, je najbolj razširjena, pojavlja pa se tudi četverna zasteklitev, z Ug-vrednostmi 0,3-0,36 W/m2·K, ki se uporablja za hladna okolja kot so Aljaska, Škotska in Skandinavija v zadnjem času pa tudi v drugih delih Evrope. Tudi pet in šestkratna zasteklitev sta na voljo z izolacijskimi lastnosti, ki jih lahko enačimo s stenami.

### Vakuumsko izolirana stekla
Omejitev debeline ne velja za vakuumsko izolirana stekla (VIG) in vakuumsko izolacijsko zasteklitev. Z vakuumom odstranimo toplotne izgube zaradi konvekcije, tako nam ostaneta samo sevanje in pa prevajanje skozi zatesnjeni rob in podporne. Te vakuumske enote imajo večino zraka odstranjenega iz prostora med stekli, kar nam daje skoraj popoln vakuum. Vakuumske enote, ki so trenutno na trgu, so hermetično zaprte po obodu s spajkalnim steklom. To je steklen frit (steklo v prahu), ki ima znižano tališče. Uporablja se za združevanje steklenih komponent. To ustvarja zatesnjen spoj katerega obremenitev narašča z naraščanjem razlike v temperaturi med stekli. Ta obremenitev pogojuje maksimalno razliko v temperaturi, ki jo dopušča enota. Eden izmed proizvajalcev predlaga 35 °C. Tesno razporejene notranje podpore so potrebne za ojačitev zasteklitve, da se lahko upira atmosferskemu tlaku. Razmik med podporami in njihov premer sta omejevala izolacijo, ki so jo dopuščali modeli v začetkih 1990 na nič boljšega kot na visoko kvalitetno dvojno zastekljena steklena enota, Ug = 1,0 W/m2·K. Novejši izdelki zatrjujejo učinkovitost na nivoju Ug = 0,5 W/m2·K, kar sicer dosegajo trojno zastekljene izolacijske enote. VIG stekla imajo veliko toplotno prehodnost skozi spajkanje robove in zato je splošna toplotna učinkovitost VIG oken podpovprečna. Zaradi podpor med stekli je tudi zvočna izolativnost primerljiva s trojno zasteklitvijo. 

## Zvočno izolacijske lastnosti
V določenih situacijah izolacija pomeni dušenje zvoka. V teh okoliščinah velika zračna komora izboljša kvaliteto zvočne izolacije. Asimetrična dvojna zasteklitev uporablja različne debeline stekel namesto klasičnih simetričnih (enaka debelina stekel na obeh straneh), kar pomeni izboljšanje lastnosti akustičnega dušenja izolacijske steklene enote. Če se uporabljajo standardne debeline komor, lahko to dosežemo z uporabo kriptona, ki ga dodamo delno ali v celoti.
Različne materialne variacije zasteklitev različno vplivajo na akustiko. Najbolj pogosto uporabljena zasteklitvena konfiguracija za dušenje zvoka uporablja laminirano steklo z različnimi debelinami vmesnega sloja in pa tudi stekel. Vključno s strukturno izboljšanim toplotno zapornim distančnikom. Ti ukrepi zmanjšujejo prenos zvoka skozi ovoj stavbe. 
Zvočno izolativnost izolacijskih stekel označujemo z Rw. Tipične vrednosti za Rw so med 31 dB in 50 dB. 

## Življenjska doba
Življenjska doba izolacijske steklene enote se spreminja glede na kvaliteto uporabljenih materialov, velikosti prostora med notranjo in zunanjo stekleno ploščo, temperaturnih razlik, kvaliteto vgradnje, geografske lege, smeri neba v katero je enota obrnjena in pa kako se z enoto ravna. Običajna življenjska doba je od 10 do 25 let. Enote obrnjene proti ekvatorju lahko zdržijo tudi manj kot 12 let zaradi visokih najvišjih temperatur posameznih stekel poleti, ki močno pospešijo pronicanje (permeacijo) vodne pare skozi primarno tesnilo. Obvladovanje temperatur stekel je posebno poglavje pri dimenzioniranju štirikratnih stekel. 
Običajne garancije znašajo od 5 do 10 let, seveda pa je odvisno od proizvajalca. S spreminjanjem lastnosti enote, kot bi bilo na primer namestitev sončno zaščitne folije, se garancija lahko razveljavi. Združenje Insulating Glass Manufacturers Alliance (IGMA) se je zavzela opravljanja obsežnih študij ocenjevanja neuspehov komercialnih izolacijskih steklenih enot za obdobje 25 let.
Pri standardni enoti se kondenzat nabira med plastmi stekel, ko obodno tesnilo popusti in, ko se sušilno sredstvo nasiči z vodo. Tako težavo lahko rešimo samo s popolno zamenjavo enote. Popuščanje in odstopanje tesnila, ki nato vodi v zamenjavo enot predstavlja velik faktor v ceni za kupca izolacijskih steklenih enot.
Velike temperaturne razlike med notranjimi in zunanjimi obremenjujejo tesnilne mase na distančnikih, kar lahko vodi v porušitev tesnilnega sistema. 
V redkih slučajih lahko spremembe v atmosferskem tlaku v kombinaciji z mokrim vremenom vodijo v to, da v enoto začne pritekati voda.
Prilagodljive tesnilne površine, ki preprečujejo puščanje okoli enote lahko degradirajo, se utrgajo ali kako drugače poškodujejo. Menjava teh je zahtevna ali v določenih primerih celo nemogoča zaradi pogoste uporabe okvirjev z ekstrudiranimi kanali brez pritrdilnih vijakov ali plošč. Namesto tega, se robna tesnila vgrajujejo tako, da se ustavi fleksibilno eno stransko zaskočko v obliki puščice v ekstrudirani kanal. Kar pomeni, da zaskočke pogosto ni mogoče preprosto ločiti od kanala.

### Razpoke zaradi temperaturnih obremenitev in napetosti
Razpokanje oziroma temperaturni lom, ki ga povzročajo temperaturne obremenitve obravnavamo enako za izolirano kot neizolirano zasteklitev. Temperaturna razlika na površini steklenih plošč lahko vodi v razpoke v steklu. To se najpogosteje pojavi, ko je del stekla zasenčen in del segret s strani sonca. Obarvano ali zatemnjeno steklo poveča segrevanje in temperaturno obremenitev. V kontrast temu, žarjenje zmanjšuje notranje napetosti stekla med izdelavo, kar povečuje trdnost in s tem sposobnost upiranja razpokanju.
Toplotna ekspanzija ustvarja tlak, ali pozitivno napetost, kjer razširjajoč se topel material ovira hladnejši material. Razpoke nastanejo, ko obremenitev preseže trdnost materiala v hladni coni. Konica razpoke se širi dokler vrednost napetosti ne presega več trdnosti materiala. Najbolj pogoste se razpoke začnejo širiti z ožjega dela kjer je bilo steklo odrezano, tam se napetost razteza čez majhen volumen v primerjavi z odprtim prostorom. Debelina stekel ima direkten učinek na razpokanje pri oknih, ker je temperaturna obremenitev pogosto proporcionalna debelini zaradi absorptance mase stekla. Debelejšemu steklu ostane več trdnosti po obremenitvah, ki nastanejo zaradi vetra, kar je ponavadi faktor za večje zasteklitvene enote na visokih stavbah, kjer veter pomaga odstranjevati toploto. Povečana odpornost proti razpokanju v stanovanjskih in komercialnih aplikacijah je bolj pogosto pripisana uporabi kaljenega stekla, ki je bolj kot proti razpokanju uporabljen za doseganje varnostnih standardov in zmanjševanju poškodb v primeru porušitev. Cena obdelave kaljenega stekla je veliko višja kot razlika v debelini med 4 in 8  mm debelim materialom. Tanjša stekla prenašajo nekoliko večje temperaturne napetosti, ker imajo zaradi manjše debeline manj začetnih razpok po obodu.

## Poglej tudi
- Obešena fasada
- Štirikratna zasteklitev
- Okno